# Liste der Monuments historiques in Lapalisse
Die Liste der Monuments historiques in Lapalisse führt die Monuments historiques in der französischen Gemeinde Lapalisse auf.

## Liste der Bauwerke
| Bezeichnung                                                 | Beschreibung                    | Standort                 | Kennzeichnung | Schutzstatus   | Datum     | Bild           |
| ----------------------------------------------------------- | ------------------------------- | ------------------------ | ------------- | -------------- | --------- | -------------- |
| Schloss mit Park                                            | Erbaut ab dem 12. Jahrhundert   | (Lage)                   | PA00093132    | Inscrit Classé | 1998 1999 | weitere Bilder |
| Hostellerie du Puits de l’Image (Fotos in der Base Mérimée) | Haus, erbaut im 15. Jahrhundert | Rue de la Liberté (Lage) | PA00093133    | Inscrit        | 1932      |                |

## Liste der Objekte
- Monuments historiques (Objekte) in Lapalisse in der Base Palissy des französischen Kultusministeriums